# Mistrzostwa Mołdawii w piłce siatkowej mężczyzn (2020/2021)
Mistrzostwa Mołdawii w piłce siatkowej mężczyzn 2020/2021 (rum. Campionatul Moldovei la volei masculin 2020/2021) – 29. sezon rozgrywek o mistrzostwo Mołdawii w piłce siatkowej zorganizowany przez Mołdawski Związek Piłki Siatkowej (Federația de Volei din Republica Moldova, FVRM). Ze względu na restrykcje wprowadzone w związku z pandemią COVID-19 inauguracja sezonu odbyła się dopiero 23 stycznia 2021 roku.
W mistrzostwach Mołdawii w sezonie 2020/2021 uczestniczyło 6 drużyn. W porównaniu z poprzednim sezonem do rozgrywek nie zgłosiła się drużyna Fulger-Dinamo Speranța Kiszyniów, natomiast po jednosezonowej przerwie powrócił klub Dinamo MAI Kiszyniów.
Rozgrywki składały się z fazy zasadniczej oraz fazy finałowej. Mistrzem Mołdawii został klub SKA Bendery.
W sezonie 2020/2021 żaden mołdawski klub nie występował w europejskich pucharach.

## Drużyny uczestniczące
| | Mistrzostwa Mołdawii 2020/2021 |   |
| --- | ------------------------------ | - |
| OLM | Olimp Moldova-USM Kiszyniów    | 1 |
| SPE | Speranța-Găgăuzia Vulcănești   | 3 |
| BEN | SKA Bendery                    | 4 |
| DNT | Dinamo Tyraspol                | 5 |
| DOR | DOR-UTM Kiszyniów              | 6 |
| DNK | Dinamo MAI Kiszyniów           | — |
| Oznaczenia: - kolumna pierwsza – skróty nazw drużyn wpisane na mapie (jeśli ta została zamieszczona), - kolumna trzecia – miejsce zajęte przez daną drużynę w poprzednim sezonie. |                                |   |

Uwagi:
- W sezonie 2019/2020 ze względu na przedwczesne zakończenie rozgrywek z powodu szerzenia się zakażeń wirusem SARS-CoV-2 nie wyłoniono mistrza Mołdawii. W tabeli podane zostały miejsca, które zajęły poszczególne zespoły w fazie zasadniczej.
- Żaden klub z Mołdawii nie zgłosił się do europejskich pucharów.

## Faza zasadnicza

### Terminarz i wyniki spotkań
| Data        | Gospodarz                    | Rezultat                         | Gość                         |
| ----------- | ---------------------------- | -------------------------------- | ---------------------------- |
| 1. KOLEJKA  |                              |                                  |                              |
| 23.01.2021  | DOR-UTM Kiszyniów            | 0:3                              | Dinamo MAI Kiszyniów         |
| 24.01.2021  | Olimp Moldova-USM Kiszyniów  | 3:0 (25:15, 25:18, 25:19)        | Dinamo Tyraspol              |
| 24.01.2021  | Speranța-Găgăuzia Vulcănești | 0:3                              | SKA Bendery                  |
| 2. KOLEJKA  |                              |                                  |                              |
| 30.01.2021  | Dinamo MAI Kiszyniów         | 3:1 (25:20, 23:25, 24:26, 24:26) | Speranța-Găgăuzia Vulcănești |
| 30.01.2021  | SKA Bendery                  | 3:0                              | Dinamo Tyraspol              |
| 30.01.2021  | Olimp Moldova-USM Kiszyniów  | 3:1                              | DOR-UTM Kiszyniów            |
| 3. KOLEJKA  |                              |                                  |                              |
| 06.02.2021  | Dinamo Tyraspol              | 0:3                              | Dinamo MAI Kiszyniów         |
| 06.02.2021  | SKA Bendery                  | 3:0                              | Olimp Moldova-USM Kiszyniów  |
| 07.02.2021  | Speranța-Găgăuzia Vulcănești | 3:2                              | DOR-UTM Kiszyniów            |
| 4. KOLEJKA  |                              |                                  |                              |
| 13.02.2021  | Dinamo MAI Kiszyniów         | 0:3 (23:25, 21:25, 19:25)        | SKA Bendery                  |
| 13.02.2021  | DOR-UTM Kiszyniów            | 3:1 (25:18, 16:25, 25:23, 25:20) | Dinamo Tyraspol              |
| 14.02.2021  | Olimp Moldova-USM Kiszyniów  | 3:1 (26:24, 26:28, 30:28, 26:24) | Speranța-Găgăuzia Vulcănești |
| 5. KOLEJKA  |                              |                                  |                              |
| 20.02.2021  | Dinamo Tyraspol              | 0:3 (23:25, 26:28, 23:25)        | Speranța-Găgăuzia Vulcănești |
| 20.02.2021  | SKA Bendery                  | 3:1                              | DOR-UTM Kiszyniów            |
| 11.03.2021  | Dinamo MAI Kiszyniów         | 3:0 (25:23, 25:20, 25:19)        | Olimp Moldova-USM Kiszyniów  |
| 6. KOLEJKA  |                              |                                  |                              |
| 27.02.2021  | Dinamo Tyraspol              | 0:3                              | Olimp Moldova-USM Kiszyniów  |
| 27.02.2021  | Dinamo MAI Kiszyniów         | 3:0                              | DOR-UTM Kiszyniów            |
| 27.02.2021  | SKA Bendery                  | 3:0                              | Speranța-Găgăuzia Vulcănești |
| 7. KOLEJKA  |                              |                                  |                              |
| 06.03.2021  | Dinamo Tyraspol              | 0:3                              | SKA Bendery                  |
| 06.03.2021  | DOR-UTM Kiszyniów            | 1:3                              | Olimp Moldova-USM Kiszyniów  |
| 07.03.2021  | Speranța-Găgăuzia Vulcănești | 3:2                              | Dinamo MAI Kiszyniów         |
| 8. KOLEJKA  |                              |                                  |                              |
| 13.03.2021  | Dinamo MAI Kiszyniów         | 3:0 (25:14, 25:18, 25:21)        | Dinamo Tyraspol              |
| 13.03.2021  | DOR-UTM Kiszyniów            | 3:1 (25:12, 18:25, 27:25, 25:22) | Speranța-Găgăuzia Vulcănești |
| 14.03.2021  | Olimp Moldova-USM Kiszyniów  | 0:3                              | SKA Bendery                  |
| 9. KOLEJKA  |                              |                                  |                              |
| 20.03.2021  | SKA Bendery                  | 3:1 (21:25, 25:18, 28:26, 25:18) | Dinamo MAI Kiszyniów         |
| brak danych | Dinamo Tyraspol              | brak danych                      | DOR-UTM Kiszyniów            |
| brak danych | Speranța-Găgăuzia Vulcănești | brak danych                      | Olimp Moldova-USM Kiszyniów  |
| 10. KOLEJKA |                              |                                  |                              |
| 16.05.2021  | Speranța-Găgăuzia Vulcănești | 3:0                              | Dinamo Tyraspol              |
| brak danych | DOR-UTM Kiszyniów            | brak danych                      | SKA Bendery                  |
| brak danych | Olimp Moldova-USM Kiszyniów  | brak danych                      | Dinamo MAI Kiszyniów         |

### Tabela
| Poz. | Zespół                       |
| ---- | ---------------------------- |
| 1.   | SKA Bendery                  |
| 2.   | Dinamo MAI Kiszyniów         |
| 3.   | Olimp Moldova-USM Kiszyniów  |
| 4.   | Speranța-Găgăuzia Vulcănești |
| 5.   | DOR-UTM Kiszyniów            |
| 6.   | Dinamo Tyraspol              |

     Faza finałowa

## Faza finałowa

### Tabela wyników
| Gospodarz \ Gość1            | BEN | DNK | OLM | SPE |
| ---------------------------- | --- | --- | --- | --- |
| SKA Bendery                  | -   | 3:0 | 3:0 | 3:1 |
| Dinamo MAI Kiszyniów         | -   | -   | 0:3 | 3:2 |
| Olimp Moldova-USM Kiszyniów  | -   | -   | -   | 3:1 |
| Speranța-Găgăuzia Vulcănești | -   | -   | -   | -   |

### Terminarz i wyniki spotkań
| Data       | Gospodarz                    | Rezultat                                | Gość                         |
| ---------- | ---------------------------- | --------------------------------------- | ---------------------------- |
| 1. KOLEJKA |                              |                                         |                              |
| 28.05.2021 | Dinamo MAI Kiszyniów         | 0:3 (22:25, 26:28, 14:25)               | Olimp Moldova-USM Kiszyniów  |
| 28.05.2021 | SKA Bendery                  | 3:1                                     | Speranța-Găgăuzia Vulcănești |
| 2. KOLEJKA |                              |                                         |                              |
| 29.05.2021 | Speranța-Găgăuzia Vulcănești | 2:3 (23:25, 17:25, 26:24, 25:18, 12:15) | Dinamo MAI Kiszyniów         |
| 29.05.2021 | Olimp Moldova-USM Kiszyniów  | 0:3 (26:28, 17:25, 23:25)               | SKA Bendery                  |
| 3. KOLEJKA |                              |                                         |                              |
| 30.05.2021 | SKA Bendery                  | 3:0                                     | Dinamo MAI Kiszyniów         |
| 30.05.2021 | Olimp Moldova-USM Kiszyniów  | 3:1                                     | Speranța-Găgăuzia Vulcănești |

### Tabela
| Poz. | Zespół                       |
| ---- | ---------------------------- |
| 1.   | SKA Bendery                  |
| 2.   | Olimp Moldova-USM Kiszyniów  |
| 3.   | Dinamo MAI Kiszyniów         |
| 4.   | Speranța-Găgăuzia Vulcănești |

## Nagrody indywidualne
| Nagroda                | Zawodnik                                         | Klub                                             |
| ---------------------- | ------------------------------------------------ | ------------------------------------------------ |
| Najlepszy atakujący    | Ion Moisei                                       | Olimp Moldova-USM Kiszyniów                      |
| Najlepszy przyjmujący  | Alexander Spaschi                                | SKA Bendery                                      |
| Najlepszy rozgrywający | Daniil Cozlovschii                               | SKA Bendery                                      |
| Najlepszy środkowy     | Vladimir Stelmah                                 | SKA Bendery                                      |
| Najlepszy libero       | Maxim Șolari                                     | SKA Bendery                                      |
| Najlepsi sędziowie     | Veaceslav Prozorov Andrei Taran Vitalie Fistican | Veaceslav Prozorov Andrei Taran Vitalie Fistican |